# Actinobacillus
Actinobacillus ist eine Bakteriengattung aus der Familie der Pasteurellaceae.

## Merkmale
Actinobacillus ist ein schlankes, kurzes, unbewegliches, gramnegatives Stäbchenbakterium, welches auch kugelige Formen annehmen kann. Es gehört zu den fakultativen Anaerobiern. Vertreter dieser Gattung bilden keine Sporen.
Actinobacillus ist ein häufiger Begleitkeim bei Aktinomykosen, wird aber oft auch bei Wundinfektionen, Bakteriämien, tierischen Bisswunden und Endokarditis aufgefunden. Bei Infektionen, die vor allem bei geschwächter Immunabwehr auftreten, liegt die Letalität mit 30 % relativ hoch.
Je nach Eintrittspforte entstehen lokal begrenzte Wundinfektionen und lokale Lymphadenitis. Als Spätkomplikationen nach Verletzungen sind entfernte Infektionen, wie z. B. an der Herzinnenhaut, im Knochen und auch im zentralen Nervensystem möglich.

## Therapie
Als Mittel der Wahl werden Benzylpenicilline (Penicillin G) zur Behandlung eingesetzt. Normalerweise sind gramnegative Stäbchenbakterien dagegen resistent, Actinobacillus bildet hierbei jedoch eine Ausnahme. Allerdings ist auf Mischinfektionen mit anderen Keimen zu achten.
Je nach Resistenzlage der Bakterien können weiterhin Ampicillin, Cephalosporine und Tetracycline zur Behandlung eingesetzt werden.

## Arten
- A. actinomycetemcomitans (Klinger 1912) Topley & Wilson 1929 (Syn.: Haemophilus oder Aggregatibacter actinomycetemcomitans) Erreger von Parodontitiden
- A. arthritidis Christensen et al. 2002
- A. capsulatus  Arseculeratne 1962
- A. delphinicola Foster et al. 1996: Krankheitserreger bei Meeressäugern
- A. equuli (van Straaten 1918) Haupt 1934: Septikämie- und Peritonitis-Erreger bei Pferden
  - subsp. equuli
  - subsp. haemolyticus Christensen et al. 2002
- A. hominis Friis-Møller 1985: siehe auch HACEK
- A. indolicus Møller et al. 1996
- A. lignieresii Brumpt 1910
- A. minor Møller et al. 1996
- A. muris Bisgaard 1988
- A. pleuropneumoniae (Shope 1964) Pohl et al. 1983: Erreger der Actinobacillose der Schweine, beteiligt an der Enzootischen Pneumonie der Schweine
- A. porcinus Møller et al. 1996
- A. rossii Sneath & Stevens 1990
- A. scotiae Foster et al. 1998
- A. seminis (ex Baynes & Simmons 1960) Sneath & Stevens 1990
- A. succinogenes Guettler et al. 1999
- A. suis van Dorssen & Jaartsveld 1962
- A. ureae (Jones 1962) Mutters et al. 1986

Ehemals der Gattung Actinobacillus wurde zugerechnet:
- Burkholderia mallei